# 방패자리 UY
방패자리 UY(UY Scuti) 또는 BD-12 5055는 방패자리 방향으로 지구로부터 약 9,500 광년 떨어져 있는 적색 초거성이자 맥동 변광성이다. 이 별은 지금까지 알려진 항성 중 그 크기가 스티븐슨 2-18 다음으로 큰 것으로 알려져 있으며 구체적인 크기는 태양 반지름의 1,708 배(약 8 천문단위, 12억 킬로미터) 정도이다. 발견된 극대거성 중에서는 지구에서 가까운 편이다. 이 별을 태양계 중심에 태양 대신 놓으면 토성 근처까지 도달한다. 또한 우주에서 여태까지 발견된 별들 중에서 2024년 기준 72번째로 큰 별이다.

## 명칭과 역사
1860년 독일 본 천문대 소속의 천문학자들은 소천성표 목록을 작성하면서 이 별을 최초로 성표에 수록했다. 당시 방패자리 UY가 받은 명칭은 BD-12 5055로 적경상으로 0시부터 시작하여 5055 번째에 있으며 위도상으로 12°S와 13°S 사이에 있다는 의미이다.
두 번째 연구에서 이 별이 밝기가 미약하게 변하는 변광성임을 알아냈다. 변광성 기호의 국제적 기준에 맞춰 이 별에 부여된 명칭은 방패자리 UY(UY Scuti)로 방패자리 영역에서 38 번째로 변광성 지위가 부여되었다는 뜻이다.
방패자리 UY는 A형 항성 방패자리 감마로부터 수 도 위, 수리 성운의 북동쪽에 자리잡고 있다. 이 별의 광도는 매우 높지만, 우리은하 대균열 내 은하흡수대 내에 위치해 있기 때문에 지구에서 볼 때는 가장 밝아봤자 9 등급에 지나지 않아 맨눈으로 볼 수 없다.

## 크기

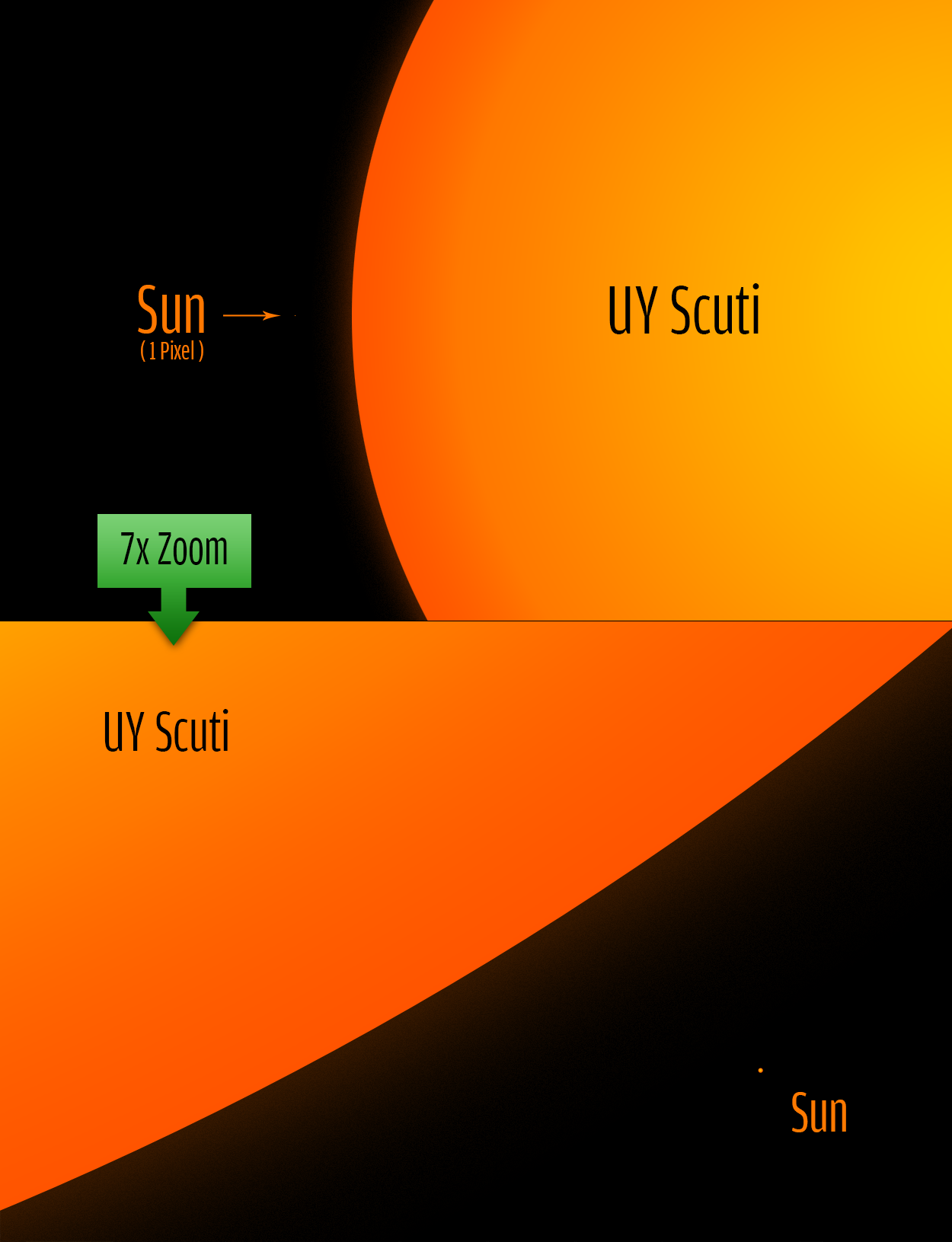
태양과 비교한 방패자리 UY의 크기.

방패자리 UY는 먼지에 둘러싸인 적색 초거성이며 준규칙 변광성으로 분류되고 맥동 주기는 약 740 일이다.
2012년 여름 아로요-토레스 연구진은 칠레 아타카마 사막 소재 VLT의 AMBER 간섭계를 이용하여 은하 중심 영역 근처에 있는 적색초거성 3개(방패자리 UY, 전갈자리 AH, 궁수자리 KW)의 매개변수를 측정했다. 연구진은 세 별 모두 지름이 태양의 1,000 배 이상, 광도는 태양의 10만 배 이상이라고 결론내렸다. 별들의 반지름은 항성의 광학적 깊이가 2⁄3가 되는 지점인 로스랜드 반지름을, 별들까지의 거리는 종전 논문들의 수치들을 이용하여 세 별의 반지름을 계산했다. 각지름 약 5.48±0.10 밀리초각, 예상 거리 2.9±0.317 킬로파섹(9,500±1,030 광년, 1970년에 방패자리 UY의 스펙트럼 모형에 기초하여 도출한 값)에 기초하여 계산한 방패자리 UY의 반지름은 관측 대상 세 별 중 가장 거대했는데 그 값은 태양 반지름의 약 1708 ± 192 배였다. 이는 지금까지 발견된 항성들 중 물리적 부피로는 가장 큰 값이며 베텔게우스 반지름의 1.7배에 이른다. 만약 태양을 축구공(지름이 약 20 센티미터)이라고 가정하면 방패자리 UY의 높이는 약 1만 3천 미터로 에베레스트산 높이의 1.5 배가 될 것이다. 빛의 속력으로 움직일 수 있는 가상의 물체가 태양을 1회 도는 데에는 14.5 초면 되나 방패자리 UY를 일주하려면 대략 7 시간이 소요된다. 별의 광도는 유효 온도를 3,365 ± 134 K로 놓았을 때 태양 광도의 약 34만 배이며 초기 질량은 태양의 약 25 배(자전을 하지 않는다고 가정하면 40 배까지 올라감)로 나온다.
최근 가이아 데이터 2차 방출에서 나온 방패자리 UY의 시차는 0.6433±0.1059 밀리초각으로 이에 따르면 별까지의 거리는 종전 예상치보다 크게 줄어든 1.55 킬로파섹(5100 광년)이 나온다. 이게 정확하다면 방패자리 UY의 광도와 반지름 값은 종전 예상치보다 크게 낮게 나온다.
방패자리 UY의 질량은 불확실한데 이는 UY에 동반성이 없어서 중력적 간섭을 통해 질량을 측정할 수 없기 때문이나, 대략 태양 질량의 7 ~ 10 배는 될 것으로 예상하고 있다. 방패자리 UY는 연간 태양 질량의 5.8×10−5 배에 해당되는 물질을 잃고 있으며 기체와 먼지로 이루어진, 복잡한 형태로 넓게 퍼져 있는 별주위 환경을 형성하고 있다.

## 초신성
현재의 항성진화 모형들에 근거하면 방패자리 UY는 헬륨을 막 융합하기 시작했으며 수소 융합을 중심핵 주변의 껍질에서 계속하고 있다. 우리은하 원반의 깊숙한 안쪽에 위치한 것으로 보아 방패자리 UY는 무거운 원소가 풍부한 항성이다.
방패자리 UY 같은 항성들은 온도가 다시 올라가 황색초거성, 밝은 청색변광성 혹은 볼프-레이에별로 진화할 것이다. 무거운 원소들을 융합한 후 방패자리 UY의 중심핵은 철을 생산하기 시작하여 중심핵 내에서 중력과 복사의 균형을 망가뜨릴 것이고, 종국적으로 중심핵이 붕괴하는 초신성으로 최후를 맞을 것이다. 이들이 만들어내는 강력한 항성풍은 별의 외포층을 날려 중심핵을 드러나게 만들 것이며 별은 최후에 IIb형, IIn형, 또는 Ib/Ic형 초신성으로 폭발할 것이다.

## 같이 보기
- 스티븐슨 2 DFK 1
- 전갈자리 AH
- 궁수자리 KW